# Сипченко Микола Іванович
Мико́ла Іва́нович Си́пченко (нар. 5 вересня 1968, Кривий Ріг, Дніпропетровська область, Українська РСР — пом. 28 серпня 2014, Дебальцеве, Донецька область, Україна) — український військовослужбовець, сержант Збройних сил України, доброволець, учасник російсько-української війни.

## Короткий життєпис
Микола Сипченко народився у Кривому Розі, мешканець Тернівського району міста. З 1983 до 1987 року навчався у Терновському технікумі м. Кривий Ріг.
У часі війни — мобілізований 20 червня як доброволець. Сержант, водій — номер обслуги зенітного розрахунку 4-ї роти 42-го батальйону територіальної оборони Кіровоградської області «Рух Опору» ЗС України.
Загинув у бою в районі міста Дебальцеве 28 серпня 2014 року. Зенітники супроводжували колону бойової техніки і потрапили у засідку. Ворожий снайпер пробив колесо автомобіля і смертельно поранив водія сержанта Миколу Сипченка, але Микола ще зумів розвернути машину, щоб дати змогу товаришам відкрити вогонь по нападниках. Бойовий розрахунок вступив у бій. Ведучи вогонь із зенітної установки, хлопці встигли випустити по терористах більше двохсот снарядів, завдавши їм чималих втрат. Взявши вогонь на себе, зенітники врятували життя 30 військовослужбовців, загинув побратим Миколи солдат Віктор Голий. Військовій колоні вдалося вирватися з ворожої пастки.
5 вересня з Миколою Сипченком прощались в рідному Тернівському районі Кривого Рогу. Залишились батько, сестра і дві доньки[джерело?].

## Нагороди та вшанування
- За особисту мужність і високий професіоналізм, виявлені у захисті державного суверенітету та територіальної цілісності України, вірність військовій присязі, відзначений — нагороджений орденом «За мужність» III ступеня (17.07.2015, посмертно);[1]
- Нагороджений нагрудним знаком «За заслуги перед містом» III ступеня (Кривий Ріг, посмертно).
- У Тернівському технікумі Криворізького технічного університету, вул. Юрія Смирнова, 47, відкрито меморіальну дошку випускнику Миколі Сипченку[2].
- Його портрет розміщений на меморіалі «Стіна пам'яті полеглих за Україну» у Києві: секція 3, ряд 4, місце 21
- Вшановується 29 серпня на щоденному ранковому церемоніалі вшанування українських захисників, які загинули цього дня у різні роки внаслідок російської збройної агресії[3]
- в криворізькому технікумі йому відкрито меморіальну дошку